# Acceptabilité sociale
L'acceptabilité sociale ou sociétale est l'objet de nombreux travaux et de réflexions au sein des universités et dans le champ de la consultation citoyenne. Relativement jeune, le concept n'est pas encore consolidé, bien que de nombreuses définitions soient proposées depuis plus de 30 ans. De façon générale, il désigne un assentiment d'une population à un projet ou à une décision ; cette acceptation résulte d'un jugement collectif, considérant que ce projet ou cette décision est supérieure aux alternatives connues, incluant le statu quo. L'acceptabilité sociale ne concerne pas que le cadre gouvernemental et législatif (orientations sociopolitiques, lois, taxes, charges) ; les entreprises cherchent souvent (en particulier par les relations publiques) à se rendre acceptables (ainsi que leurs projets) par la société ou les communautés locales. L'acceptabilité sociale est fortement corrélée à la sociologie des mouvements sociaux et à la responsabilité sociale des entreprises ou inversement au green washing.

## Brève histoire du concept
Depuis les années 1970, un nombre croissant d'articles académiques faisant mention du concept d'« acceptabilité sociale » sont apparus, avec notamment une forte augmentation à partir du début des années 2000. L'acceptabilité sociale émerge dans un contexte ou des projets, privés ou publics, sont en proie aux contestations grandissantes d'une partie de la population. Le concept a rapidement été teinté d'une volonté de contrôle de la contestation. Afin d'éviter toute dérive, Pierre Batellier établit la distinction entre l'acceptation sociale qui s'apparente à une stratégie de relation publique et celle d'acceptabilité sociale qui correspond davantage à l'instauration d'un dialogue entre la population et les décideurs. La notion est donc - à ses débuts - rattachée au concept de controverse qui peuvent émerger dans des cas où il y a inacceptabilité sociale. Qu’elles soient sociotechniques, environnementales ou multivoques, les controverses scientifiques se caractérisent par une tension entre les experts de la communauté scientifique. Bien que la controverse surgisse dans la sphère scientifique, c’est par le biais de « forums hybrides » que se déroulera la délibération sur l'acceptabilité sociale. Ces forums sont considérés comme «hybrides» dans la mesure où ils agissent comme point de rencontre entre les profanes et les praticiens qui s’estiment engagés par l'enjeu.
En 1986, Ulrich Beck évoquait dans La Société du risque la confrontation entre les logiques citoyenne et scientifique: « Même dans leurs habillages statistiques, ultramathématiques ou technologiques, les discours sur les risques contiennent des assertions du type: voilà comment nous voulons vivre – soit des assertions auxquelles on ne peut répondre qu'en transgressant systématiquement les frontières des sciences naturelles et des savoirs techniques. Il faut donc renverser le raisonnement: le fait que la population refuse d'accepter la définition scientifique du risque n'est pas un signe d'« irrationalité », mais atteste au contraire que les prémisses culturelles de cette acceptation contenues dans les assertions technico-scientifiques sur le risque sont fausses. Les experts, les techniciens du risque, se trompent sur la validité empirique de leurs prémisses implicites, ils se trompent sur ce que la population juge acceptable et ce qu'elle juge inacceptable.»
Le concept d'acceptabilité sociale est également grandement relié à la reconnaissance du savoir citoyen. Plusieurs idées de projets ont fait ressortir les méthodes de gouvernance utilisés quant à la gestion des risques. Que l'on soit citoyen ou expert, le risque peut être perçu de différentes façons, selon la position des acteurs. Pierre-Benoit Joly décrit différents modèles de gouvernance quant au risque (lié au OGM) dans lesquels le degré de l'implication citoyenne varie tout comme la reconnaissance du savoir profane. En s'éloignant du modèle élitiste où l'expertise purement objective ne peut être contaminée par les jugements des profanes, il est convenu de considérer la science comme évolutive, mais aussi comme étant empreinte de jugements. Ainsi conçue, la science est une notion en construction: ce qui est considéré comme scientifique aujourd'hui ne l'était pas nécessairement il y a quelques années. La neutralité de la science est donc mise de côté, ce qui laisse transparaître des conflits internes et laisse place à la controverse considérée comme point de départ d'un dialogue possible entre experts, mais qui s'étendra éventuellement du côté des citoyens.
Selon Callon, Lascousme et Barthe, les citoyens, se regroupant au sein de « groupes concernés » sont les premiers à pouvoir décrire les problèmes aux chercheurs. Ils peuvent aussi contribuer au collectif de recherche de manière directe (cobaye de tests cliniques) ou encore de manière indirecte (reddition de compte, suivi du projet). Les auteurs estiment qu'il est essentiel de tenir compte des modalités du monde réel, ou plutôt du monde réel pragmatique, propre au groupe concerné. Cette nécessité de transposition amène à entrevoir une collaboration plus étroite entre le savoir citoyen et la recherche confinée. Les forums hybrides, que l'on appelle aujourd'hui davantage sous le nom d'instances de démocraties intermédiaires, font alors le pont entre les promoteurs et les projets soumis, les expertises profanes et l'expertise de modélisation, ainsi que les profanes possédant un savoir situé, utile pour permettre une translation adéquate des expériences de laboratoires vers le monde réel.

## Les fondements théoriques de l'acceptabilité sociale
Dans la mesure où le concept d'acceptabilité sociale est intimement lié aux activités des entreprises et à leurs incidences sur les communautés environnantes ou élargies, le concept a été fortement corrélé et théorisé à partir des principales théories en vogue dans les domaines de la responsabilité sociale et environnementale.

### La théorie néo-institutionnelle en sociologie
La théorie néo-institutionnelle est articulée autour de l’enjeu de la légitimité qui est considérée comme une ressource organisationnelle aussi importante que les ressources matérielles et techniques. D’après Pfeffer et Salnancik, les organisations cherchent à amortir les demandes, les incertitudes et les risques provenant de leur environnement, principalement en adoptant un design organisationnel souple qui multiplie les unités décisionnelles. Des tactiques de différenciation et de diversification permettent aux organisations, d'une part, de sécuriser les approvisionnements et, d'autre part, de répondre aux exigences souvent conflictuelles des acteurs hétérogènes de l’environnement d’affaires (clients, actionnaires, gouvernements, groupes de pression, etc.). Du côté de Meyer et Rowan, l’organisation moderne est fondée sur le mythe de la rationalité, hérité du modèle légal-rationnel de Max Weber. Ayant une fonction essentiellement cérémonielle, les règles sont interprétées comme des exigences de l’environnement institutionnel qui sont tacitement violées afin de permettre une efficacité et une fluidité dans les opérations quotidiennes. Dans l’article The Iron Cage Revisited, Dimaggio et Powell soutiennent quant à eux que l’organisation acquiert sa légitimité à travers l’isomorphisme (mimétique, normatif et coercitif). De façon générale, la théorie néo-institutionnelle considère que la performance d’une organisation ne relève pas uniquement de la qualité de ses opérations, mais également d’une adaptation continue face à un environnement qui lui permet d’exister.

### La licence sociale
L’expression, appliquée au secteur minier, est née en 1997 à l’occasion d’un séminaire de la banque mondiale sur les industries extractives et les relations communautaires à Quito ; on l’attribue à Jim Cooney, le PDG de Placer Dome. La notion d’acceptabilité sociale côtoie de près les termes d’acceptation sociale, de permis social d’opérer et de consentement libre préalable et éclairé, lesquels sont parfois utilisés de manière interchangeable, créant ainsi des raccourcis théoriques qui contribuent au flou entourant cette notion. Alors que l’acceptabilité sociale fait référence à un processus de construction sociale engageant les parties prenantes, l’acceptation sociale correspond plutôt à un état statique : «les politiques y voient un résultat souhaitable, les industriels une barrière à franchir, les communautés une injonction d’origine externe ». Cette notion d’acceptation se rapprocherait ainsi de l’idée du permis social d’opérer, qui tend à évacuer les éléments contextuels et le dialogue collaboratif pour plutôt se focaliser sur le résultat que constitue l’obtention de ce permis. Bien qu’elle revête un certain potentiel heuristique, la notion de consentement libre préalable et éclairé soulève par ailleurs des enjeux juridiques et opérationnels distincts; qui plus est, tout comme les deux notions précédentes, elle est associée à une étape précise dans le cours d’un projet plutôt qu’à un processus dynamique.

### La théorie des mouvements sociaux
Callon et collègues racontent à travers l'ouvrage Agir dans un monde incertain (2001) l'apport citoyen au sein de la recherche scientifique. Cet apport pouvant sembler banal vu la faible expertise des gens ordinaires, est crucial pour comprendre les effets directs d'un projet, d'une décision sur un groupe de personnes. Les auteurs argumentent en fait que ce sont souvent les « profanes », bien qu'ayant généralement peu de connaissances techniques ou scientifiques, qui sont experts de leur milieu, de la dynamique communautaire et qu'en ce sens, ils peuvent devenir eux aussi partie prenante du processus de la recherche scientifique. Comme le disent Callon et collègues: « Il n’y a pas plus obstiné, plus attentif, plus précautionneux, plus rigoureux qu’un groupe de non-spécialistes qui veulent savoir pourquoi ils endurent des malheurs insupportables. ». En somme, les citoyens ont un mot à dire quant aux projets et décisions de prometteurs car ils ont une connaissance de leur environnement et seront surtout favorables à donner leur point de vue, qui est plus objectif qu'il est possible de le croire à priori. Les citoyens possèdent le savoir situé qui est défini comme étant: «une expertise basée sur l’expérience à partir de laquelle les opposants ont pu critiquer les avis institutionnels en soulignant notamment les spécificités locales» qui lui permet d’évaluer « l’adéquation entre les objectifs des experts et les connaissances ou méthodes qu’ils utilisent »,,.

### La théorie des parties prenantes
La théorie des parties prenantes a été popularisée en 1984 par R. Edward Freeman dans Strategic management: A stakeholder approach. Freeman définit les parties prenantes comme « tout groupe ou individu qui peut affecter ou être affecté par la réalisation de l'objectif d'une organisation » (any group or individual who can affect or is affected by the achievement of the organization’s objective). En ce sens, Freeman reconnaît que l'organisation a des responsabilités élargies qui transcendent la primauté actionnariale (shareholder primacy), remettant ainsi en question l'idée popularisée par Milton Friedman selon laquelle la seule responsabilité sociale des entreprises est de maximiser ses profits.
Parmi les principaux développements subséquents à la théorie des parties prenantes, Donaldson et Preston ont cherché à démontrer que les trois piliers théoriques sont descriptifs, instrumentaux et normatifs. D'une part, la théorie des parties prenantes cherche à décrire adéquatement la situation de l'entreprise au sein d'un environnement caractérisé par la présence d'une multitude d'acteurs ayant des revendications qui interpellent les activités organisationnelles. D'autre part, la théorie des parties prenantes a une dimension instrumentale qui concerne la stratégie d'entreprise. Finalement, cette théorie a une dimension normative et sert de fondement pour la responsabilité des entreprises envers les préoccupations légitimes des parties prenantes.
De leur côté, Mitchel, Agle et Wood estiment que les parties prenantes peuvent être catégorisées à partir de trois critères: l'urgence, le pouvoir et la légitimité. Une partie prenante peut posséder ces attributs alternativement, cumulativement, potentiellement ou actuellement. Par exemple, un terroriste peut posséder le pouvoir de nuire à une organisation, sans en posséder la légitimité. À l'inverse, les générations futures peuvent être considérées comme des parties prenantes ayant la légitimée et l'urgence d'affecter la prise de décision organisationnelle, sans avoir le pouvoir effectif pour y parvenir. Mitchel, Agle et Wood considèrent que les actionnaires forment la catégorie possédant les trois attributs sus-mentionnés. Ces catégories ne sont toutefois pas statiques, compte tenu du dynamisme des parties prenantes. Ainsi, des parties prenantes «dormantes» peuvent initier des actions qui rendent leurs revendications urgentes, légitimes ou puissantes, selon les cas. Par exemple, les blocus initiés à la suite de la crise de l'oléoduc du projet Coastal GasLink tendent à démontrer que des parties prenantes issus des mouvements autochtones et environnementalistes canadiens peuvent exercer un pouvoir d'influence qui était jusqu'alors latent.

### L'acceptation sociale et l'acceptabilité sociale
Les notions d'acceptation sociale et d'acceptabilité sociale sont deux notions distinctes que Pierre Batellier l'explique dans son article de 2012 en utilisant l'exemple du Québec et d'un modèle de décision reposant sur l'acceptation sociale qui fût notamment préconisé par le gouvernement du Parti libéral de Jean Charest le même qui était au pouvoir pendant la grève étudiante québécoise de 2012. Batellier dans son article propose trois changements d'approche, qui repose sur des critères de mesures de la participation publique, condition sine qua non à l'acceptabilité sociale.
Tout d'abord, la décision doit inclure la société civile beaucoup plus en amont plutôt que de l'exclure de table de discussion et de les inviter devant le fait accompli dans une logique d'acceptation sociale. Cette logique repose sur une forme de mépris des décideurs considérant trop souvent le citoyen comme ignorant ou mal informé. Dans une logique d'acceptabilité sociale le décideur reconnait le savoir situé du profane et l'invite à analyser en amont dans un échange avec les acteurs et toutes autres parties prenantes concernées.
Dans la logique d'acceptation sociale, la pertinence de la réalisation du projet n'est pas mise de l'avant on ne se demande plus «pourquoi» le projet devrait être réalisé. Les décideurs se demandent davantage «comment» mener à bien le projet et comment le faire accepter par le grand public. La logique d'acceptabilité sociale repose sur un jugement collectif duquel la pertinence ou non du projet est viable d'un point de vue social. Ce consensus s'atteint par le dialogue constructif entre les différents acteurs.

### La responsabilité sociale des entreprises (RSE)
La responsabilité sociale des entreprises exprime la prise la prise en compte par les entreprises, sur base volontaire, des enjeux, sociaux et éthiques dans leurs activités. Elle est corrélée à l'acceptabilité sociale car elle peut être reconnue comme le résultat des efforts de responsabilité sociale mis en place par les entreprises.

## Les différentes définitions
Il existe plusieurs définitions de l'acceptabilité sociale et leur diversité témoigne du fait que le concept est encore émergent. Raufflet et Baba ont récemment identifié les principales définitions répertoriées dans la littérature scientifique et technique.
- Selon Robert Boutilier, « l’acceptabilité sociale est enracinée dans les croyances, les perceptions et les opinions de la population locale et d’autres intervenants sur le projet. Elle est également immatérielle, sauf si des efforts sont faits pour mesurer ces croyances, opinions et perceptions. Enfin, elle est dynamique et non permanente puisque les croyances, opinions et perceptions sont susceptibles de changer, d’où la nécessité d’acquérir et de développer l’acceptabilité sociale. Ainsi, l’acceptabilité sociale existe dès lors qu’un projet reçoit l’approbation continue des communautés locales et autres parties prenantes. »[29]
- Corinne Gendron définit l'acceptabilité sociale comme suit : « assentiment de la population à un projet ou à une décision résultant du jugement collectif que ce projet ou cette décision est supérieur aux alternatives connues, incluant le statu quo »[1].
- Pour Caron-Malenfant et Conraud, «l'acceptabilité sociale est aussi définie comme le résultat d’un processus par lequel les parties concernées construisent ensemble les conditions minimales à mettre en place pour qu’un projet, un programme ou une politique s’intègre harmonieusement et à un moment donné dans son milieu économique, naturel, humain et culturel»[30].
- Selon Brunson, il s'agit d'une condition qui résulte d’un processus de jugement par lequel les individus (1) comparent la réalité perçue avec ses alternatives connues, et (2) décident si l’état “réel” est supérieur, ou suffisamment similaire, à la condition alternative la plus favorable[31].
- Pour Joyce et Thomson: «L’acceptabilité sociale est une approbation qui ne peut pas être octroyée par les autorités civiles, par les structures politiques, ou même par le système juridique. [...] L’acceptabilité sociale ne peut provenir que de l’acceptation accordée par les voisins de l’entreprise. Ainsi, une telle acceptabilité doit être atteinte à plusieurs niveaux, mais elle doit débuter par l’acceptation sociale de l’exploitation des ressources par les communautés locales. »[32]

### Une notion qui demeure controversée
Malgré ces nombreuses tentatives de définition, les motifs, les significations et les applications concrètes du concept d’acceptabilité sociale demeurent flous et ne sont toujours pas l'objet d'un consensus.
D’abord, la notion peut s’appliquer à une vaste gamme de projets ou d’objets, qu’il s’agisse d’infrastructures ou de l’aménagement du territoire urbain ou rural, de produits ou de services, de technologies, de processus industriels lourds, de comportements sociaux, de stratégies éducationnelles, de politiques ou mesures règlementaires. Ainsi conçues, les dynamiques d’acceptabilité peuvent varier grandement d’un type de projet à un autre. Ensuite, force est de constater que des acteurs d’abord soucieux de faire accepter leur projet se sont approprié la notion et l’ont souvent réduite à un processus visant à éradiquer les conflits, ce qui n’a pas manqué de soulever de la suspicion à l’endroit du concept de la part des populations touchées par ces démarches et, de manière plus large, contribué à l’émergence d’une vision fonctionnaliste de l’acceptabilité sociale.

## La dimension communicationnelle de l'acceptabilité sociale
Le jugement collectif quant au caractère acceptable ou non d’un projet, d’une politique ou d’une entreprise est une question éminemment complexe puisqu’il fait appel non seulement aux besoins et aux intérêts en présence, mais aussi aux valeurs et aux visions plurielles du monde des acteurs qui lui sont associés. Dans un contexte où « [il] n’existe pas de règle de décision absolue pour obtenir une décision irréprochable du point de vue de la justice », la notion d’acceptabilité sociale relève clairement d’un construit social. C’est notamment à travers la rhétorique justificative déployée sur la place publique par le promoteur et les diverses parties prenantes à un projet que se construisent les perceptions à l’endroit de celui-ci. Ces perceptions seront par ailleurs mises à l’épreuve lors de diverses interactions sociales, les processus d’influence issus de celles-ci constituant un aspect important de l’acceptabilité. Même si elle ne fait pas foi de tout, la communication se trouve donc au cœur de l’acceptabilité.

## L'acceptabilité sociale au Québec
Au Québec, l'acceptabilité sociale est l'objet d'un nombre croissant de travaux, tant de la part des autorités publiques que des milieux universitaires. La Chaire de responsabilité sociale et de développement durable de l'Université du Québec à Montréal, sous la direction de Corinne Gendron, en fait un de ses principaux objets d'étude. En outre, les principaux chercheurs québécois en acceptabilité sociale sont Marie-Ève Maillé et Pierre Batellier, auteurs du livre Acceptabilité sociale: sans oui, c'est non, Ève Séguin, Stéphanie Yates, Alice Friser, Emmanuel Raufflet et Sofiane Baba.
Les références à la notion d’acceptabilité sociale se multiplient au tournant des années 2000, alors que sont vivement débattus certains projets d’infrastructure soulevant la controverse et opposant généralement, d’une part, les tenants d’une croissance économique forte et, d’autre part, certains acteurs sociaux soucieux de ces développements, notamment sur les plans social et environnemental. Le projet de déménager le Casino de Montréal de l’Île Notre-Dame au quartier Pointe-Saint-Charles, proposé conjointement par Loto-Québec et le Cirque du Soleil en 2005, est souvent présenté comme une illustration parfaite de l’échec des autorités à tenir compte de ces attentes sociétales en émergence. Mal préparé et présenté sans qu’il y ait eu consultations préalables avec la communauté locale, le projet est très mal accueilli par les acteurs locaux, auxquels se joindra la voix de plusieurs autres acteurs de tout acabit, tous défavorables au projet. Devant cette contestation, le projet ne verra jamais le jour.
Dans la foulée de ce cas et de quelques autres qui ont suivi – dont le projet de développement d’un village piétonnier dans le parc du Mont Orford, très controversé et qui a également avorté – les autorités gouvernementales en sont graduellement venues à reconnaître que l’approbation des acteurs sociaux envers les projets d’envergure – ou leur acceptabilité sociale – était une condition incontournable à leur réalisation, au même titre que les garanties financières ou les certifications environnementales requises pour qu’un projet donné aille de l’avant. Des initiatives gouvernementales récentes témoignent par ailleurs d’une certaine institutionnalisation du concept, tel le lancement, par le Gouvernement du Québec, du Chantier sur l’acceptabilité sociale et la publication d’un « livre vert » sur cette question en 2016, ainsi que la publication, toujours en 2016, du Cadre de référence gouvernemental sur la participation publique. Au niveau municipal, on peut aussi mentionner le processus d’acceptabilité sociale développé par la Ville de Montréal.
Pressées par les citoyens, qui s’attendent désormais à être consultés à propos des enjeux qui les concernent et empruntant une logique similaire à celle des organisations publiques, les entreprises ont graduellement emboîté le pas, en mettant de l’avant diverses démarches se disant « participatives ». Il semble donc que tout comme les gouvernements, les entreprises en soient venues à reconnaître la nécessité d’entrer en relation avec leurs parties prenantes afin de construire l’acceptabilité sociale de leurs projets et de leur raison d’être. En témoigne d’ailleurs la publication de nombreux guides pratiques visant à accompagner les organisations dans ce cheminement.
Plusieurs agences et firmes de communication ou d'environnement au Québec, notamment Pilote conseil, TACT et Transfert environnement et société, se spécialisent en acceptabilité sociale en accompagnant des promoteurs afin de les guider dans leurs pratiques.

### Le Bureau d'audiences publiques sur l'environnement (BAPE)
Le Bureau d’audiences publiques sur l’environnement (BAPE) est un organisme du gouvernement du Québec. Créé en 1978 avec l’adoption de la Loi sur l’environnement, le BAPE a pour principale fonction « d’enquêter sur toute question relative à la qualité de l’environnement que lui soumet le ministre et de faire rapport à ce dernier de ses constatations ainsi que de l’analyse qu’il en a faite ». Le rôle du BAPE se ventile en quatre objectifs. « Le BAPE informe et consulte la population et d’enquêter afin d’aviser les autorités pour accomplir sa mission ». Dans leur classification des dispositifs de consultation publique au Québec, les professeurs.es Laurence Bherer, Mario Gauthier et Louis Simard considèrent le BAPE comme un dispositif participatif ouvert, dans le sens où tout et chacun peut prendre part aux débats menés par le BAPE, et antagoniste, dans le sens qu’il favorise l’expression de tous les points de vue et opinions. Cet organisme existe en vertu de l'article 6.1 et suivants de la Loi sur la qualité de l'environnement (L.R.Q. c. Q-2). La majorité des mandats d’enquête du BAPE sont accordés en vertu du premier paragraphe du cinquième alinéa de l’article 31.3.5 de la Loi sur la qualité de l’environnement [RLRQ, c. Q-2]. Le BAPE peut également se voir accorder des mandats d’enquête avec audience publique en vertu de l’article 6.3 de la Loi sur la qualité de l'environnement [RLRQ, c. Q-2] de même qu’en vertu l’article 39 de la Loi sur la conservation du patrimoine naturel [RLRQ, c. C-61.01].
Dans leur classification des dispositifs de consultation publique au Québec, les professeurs.es Laurence Bherer, Mario Gauthier et Louis Simard considèrent le BAPE comme un dispositif participatif ouvert, dans le sens où tout et chacun peut prendre part aux débats menés par le BAPE, et antagoniste, dans le sens qu’il favorise l’expression de tous les points de vue et opinions.

### Les principales controverses
Biphényle polychloré (BPC)
Le 23 aout 1988, le Québec a connu l’une des pires catastrophes écologiques de son histoire, avec l’incendie d’un entrepôt de biphényles polychlorés ou BPC, situé à Saint-Basile-des-Grands. 20 000 tonnes de BPC ont brulé et 3 000 résidents ont dû être évacués. Cet incendie d’origine criminelle a soulevé une importante controverse sur l’acceptabilité sociale quant aux lieux de disposition finale de ces matières dangereuses. Un temps destiné à être expédié en Alberta qui finalement retira son offre face à l’opposition des citoyens, un premier convoi contenant 15 tonnes de BPC provenant de Saint-Basile-des-Grands fut envoyé à Liverpool le 2 août 1989. Cependant, une forte opposition du public, mené principalement par les débardeurs du port de Liverpool qui refuseront de décharger le convoi, va mener à un retour du convoi au Québec. Le BPC sera finalement ramené et entreposé proche de la Ville de Baie-Comeau, malgré une forte opposition de la population locale.

#### Gaz de schiste
La controverse autour du développement des gaz de schiste au Québec a débuté aux alentours de 2008, lorsque le gouvernement québécois a été accusé de distribuer des contrats d'exploitation de gisements avant la réalisation des études nécessaires. En effet, le projet soulevait beaucoup d'inquiétudes notamment au niveau des potentielles fuites dans l'eau et l'air. En octobre 2010, le gouvernement québécois refuse officiellement de tenir un moratoire sur la question. À la suite de ce refus, une pétition est lancée par Non au pétrole et au gaz au Québec, appuyée par le député Amir Khadir de Québec solidaire. Celle-ci a récolté 128 000 signatures et fut déposée le 8 février 2011 à l'Assemblée nationale. La mobilisation citoyenne s'est ensuite poursuivie par la création de plusieurs comités régionaux.
Du côté gouvernemental, les communications sur les gaz de schiste sont effectuées par l'Association pétrolière et gazière du Québec (APGQ). Celle-ci reçoit de nombreux appuis dont la Fédération des chambres de commerce du Québec et le Gouvernement Charest. Cette association a d'abord utilisé la stratégie de donner des informations très techniques aux gens pour ensuite en faire un enjeu binaire de pour ou contre le « développement » [Référence nécessaire]. Ensuite, l'association a comparé les effets environnementaux avec des situations pires, comme celle concernant les sables bitumineux. On mettait principalement de l'avant l'intérêt économique collectif en tentant de culpabiliser les opposants.
Cependant, les militants ne démordent pas et multiplient les actions consistant à informer la population sur les développements de l'industrie. Malgré l'utilisation des mécanismes du BAPE, les opposants du projet ont eu de la difficulté à entrer en contact avec l'industrie et le gouvernement. On reproche notamment au gouvernement de ne pas avoir évalué le projet des gaz de schiste en comparaison avec d'autres possibilités de développement énergétique. Le projet est également critiqué pour les grandes quantités d'eau utilisées à travers le processus d'extraction ainsi que les nuisances sur la qualité de vie des gens vivant à proximité des forages.
Le 6 juin 2018, le gouvernement du Québec a officiellement interdit l'exploitation de gaz de schiste en annonçant par la bande des mesures très strictes pour d'autres types de forage pétrolier. Le ministre de l'Énergie et des Ressources naturelles, Pierre Moreau a répété sur plusieurs tribunes que le premier critère d'exploitation pétrolière sera l'acceptabilité sociale.
Centrale du Suroît
Le projet du Suroît est un projet de construction d'une centrale thermique au gaz naturel à cycle combiné proposé par Hydro-Québec et le gouvernement provincial de Bernard Landry en 2001. La centrale de 836 mégawatts devait être érigée à Beauharnois en Montérégie, à une soixantaine de kilomètres au sud-ouest de Montréal. Face à une prise de conscience environnementale grandissante dans les années 1990, la justification du projet était basée sur la prémisse que la centrale thermique proposée viendrait notamment remplacer la Centrale de Tracy, qui brûlait alors du diesel, et produirait un bilan de GES plus avantageux que le statu quo. Cependant, la centrale est également vouée à l'exportation de l'électricité vers l'Ontario et les États-Unis. Plusieurs critiques se font entendre face à cette affirmation, dont le rapport du Bureau d'audiences publiques sur l'environnement qui affirme que le « projet augmenterait de façon substantielle les émissions de gaz à effet de serre au Québec et que ces émissions pourraient compromettre la démarche du Québec et réduire sa marge de manœuvre face au protocole de Kyoto ». En fait, il est dévoilé que la contribution de cette usine aux émissions québécoises de gaz à effet de serre, de l'ordre de 2,25 millions de tonnes ou 2,8 % du total des émissions québécoises, aurait été substantielle[réf. nécessaire]. Constatant que l'opposition au projet est significative, le gouvernement suspend le projet le 11 octobre 2002. En 2003, lors de l'élection d'un gouvernement libéral de Jean Charest, le projet renaît, cette fois-ci avec l'objectif de pallier l'insuffisance d'Hydro-Québec de subvenir aux besoins des Québécois. Les groupes d'opposants se reconstituent afin de militer contre ce projet une seconde fois, invoquant que celui-ci va totalement à l'encontre des objectifs et engagements de réductions des GES des gouvernements. Parmi les opposants, on compte notamment Nicolas Reeves, fils de l'écologiste Hubert Reeves, la Coalition vers-vert Kyoto, qui est née uniquement dans le but d'opposer ce projet, l'Union québécoise pour la conservation de la nature (UQCN), le Regroupement national des conseils régionaux de l'environnement (RNCREQ), l'Association québécoise de lutte contre la pollution atmosphérique (AQLPA) et le Dr Harold Dion, du Collège québécois des médecins de famille. L'ancien ministre Bernard Landry, qui avait renoncé au projet, se prononce également contre sa réalisation, de même que l'ex-ministre de l'Environnement et député de Gouin, André Boisclair et le ministre de l'environnement de l'époque, Thomas Mulcair. En février 2004, la coalition organise une manifestation durant laquelle plus de 4 000 personnes protestent contre le projet de centrale devant les bureaux d'Hydro-Québec. Quoique plus discrète, une coalition en faveur du projet est constituée en mars 2004: la Coalition pour la sécurité énergétique du Suroît – formée de l’Association des constructeurs de routes et grands travaux (ACRGTQ), de l’Association des ingénieurs-conseils du Québec (AICQ) et de l’Association de l’industrie électrique du Québec (AIEQ) – se positionne en faveur du projet du Suroît. En juin 2004, La Régie de l’énergie rend son avis sur la sécurité énergétique du Québec et sur le projet du Suroît : « La Régie considère que le projet du Suroît n’est pas indispensable à la sécurité des approvisionnements en électricité ; il est cependant souhaitable dans la situation actuelle de précarité et surtout de dépendance envers les importations ». La lutte contre le projet de construction d’une centrale thermique à cycle combiné au gaz naturel à Beauharnois dans la région du Suroît a pris fin le 16 novembre 2004, à la suite de la décision du gouvernement québécois d’abandonner le projet.

#### Projet Énergie Saguenay (GNL Québec)
Au mois d'avril 2019, le Premier Ministre du Québec, François Legault soutenait qu'il n'y avait pas d'acceptabilité sociale au Québec autour d'un éventuel projet de construction d'un nouvel oléoduc qui permettrait de faire passer du pétrole des sables bitumineux à travers le territoire québécois. Il annonçait toutefois être ouvert au projet GNL Québec qui viserait la construction d'un gazoduc et d'un terminal de liquéfaction près de Saguenay, avec des investissements prévus de 7,2 milliards de dollars canadiens. Le promoteur, GNL Québec, soutient pour sa part que le projet permettrait de réduire mondialement 28 millions de tonnes de gaz à effets de serre, dans la mesure où le gaz liquéfié serait utilisé comme substitut au charbon en Europe et en Asie. En 2019, le projet a été dénoncé à de nombreuses reprises, notamment par 150 scientifiques et par 40 économistes.
Ce projet, Énergie Saguenay, tout d’abord initié par GNL Québec est en fait la construction d’un complexe industriel de liquéfaction de gaz naturel dans l’objectif d'exporter jusqu'à 11 millions de tonnes de gaz naturel par année. Une usine de liquéfaction de gaz naturel contient des réservoirs isolés qui stockent le GNL produit ce qui permet par la suite de transférer ce gaz naturel liquéfié sur des navires-citernes conçus pour maintenir le GNL froid. Une fois ces étapes faites le GNL est transporté sur les marchés internationaux, d'où l'importance pour l'usine de se situer au port du Saguenay Ce complexe industriel serait dans le port de Saguenay et les sources d’approvisionnement viendraient de l’Ouest canadien. Ce projet, reposant sur un investissement privé de 9 milliards de dollars, comprendrait des équipements de liquéfaction, d'entreposage ainsi que des infrastructures maritimes. Ce site devrait être opérationnel en 2025 si tout se passe bien. Ce projet aurait évidemment des retombées économiques allant jusqu'à plusieurs centaines de milliers de dollars et serait une grande source d’emploi. On prévoit qu’avec la construction du projet, 6000 emplois seraient générés de manière directe et indirecte et on prévoit aussi la création de 250 à 300 emplois permanents répartis entre les opérations et le siège social de Saguenay.
Une pétition de 100 000 signataires a été récoltée, par Nature Québec, afin de montrer l'opposition de la société civile contre le projet qui se ferait au détriment de l'habitat des bélugas.
Ce projet est passé par un processus de consultations publiques mené par le bureau d'audience publique afin de pouvoir donner une recommandation sur son acceptabilité. Le rapport du BAPE a été déposé au mois de mars 2021. Au lendemain du dépôt du rapport du BAPE, le ministre de l'environnement, Benoit Charette, réitère que le gouvernement du Québec pose trois conditions pour accepter le projet : trouver l'acceptabilité sociale, favoriser la transition énergétique et diminuer les émissions de gaz à effet de serre.
Le 21 juillet 2021, le ministre de l'Environnement du Québec Benoit Charette et la ministre Andrée Laforest annoncent lors d'une conférence de presse tenue à Saguenay que le gouvernement du Québec rejetait le projet Énergie Saguenay, de GNL Québec, ainsi que son projet sœur, Gazoduq.

#### La cimenterie de Port-Daniel
La cimenterie McInnis située à Port-Daniel dans la région de la Gaspésie est l'objet de controverses à la suite de son exemption à un processus d'évaluation du BAPE ainsi que par son dédouanement du Système de plafonnement et d'échanges des droits d'émissions du Québec (SPEDE).
Un projet de cimenterie est dans les plans de différents gouvernements successifs depuis le début des années 80, lors de la découverte d'un gisement de calcaire prometteur. Ce n'est cependant qu'en 2013 que la promesse de réalisation du projet se concrétise. Des investissements de plus d'un milliard de dollars sont avancés, dont 250 millions de dollars d'argent public, promis par le gouvernement péquiste de Pauline Marois et la Caisse de dépôt et placement du Québec. Le projet, dirigé par Ciment McInnis - une propriété de la Société d'investissement Beaudier dirigé par l'homme d'affaires Laurent Beaudoin - semble avoir l'appui de la population, notamment grâce aux promesses de créations d'emplois (2300 emplois créés pour la construction, et 200 emplois permanents). À cette époque, on prévoyait que la cimenterie produirait entre 2,2 et 2,5 millions de tonnes de ciments annuellement.
Le projet n'a pourtant jamais été soumis à une commission du Bureau d'audience publique environnemental (BAPE). Le gouvernement péquiste de Pauline Marois a expliqué que le projet ne répondait pas aux critères habituels d'un BAPE et ce alors que le projet allait rejeter au-dessus de 2,2 à 3 millions de tonnes de GES par année dans l'atmosphère, faisant de la cimenterie l'un des plus importants émetteurs industriels de GES du Québec. Le projet n'était pas obligé d'être soumis au BAPE étant donné le dépôt de celui-ci en 1995, soit avant l'obligation de passer par le BAPE pour ce genre de projet. L'entreprise démontrait par contre un bon vouloir environnemental. Selon Équiterre en 2015, malgré le fait que la cimenterie allait devenir le plus important contributeur de GES à l'échelle de la province, les mesures de mitigation environnementales prises par l'entreprise étaient respectables et l'émission de GES moins importante que d'autres usines comparables aux États-Unis. L'ONG critique tout de même la décision de l'entreprise de ne pas vouloir se soumettre au BAPE, ce qui selon eux a nui à l'acceptabilité sociale du projet. La contestation émergeait également d'entreprises concurrentes au Québec qui craignaient des pertes d'emplois de leurs côtés et même de certains sénateurs américains souhaitant porter plainte à l'Organisation mondiale du commerce.
Le 19 février 2015, le gouvernement libéral de Philippe Couillard dépose un projet de loi soustrayant définitivement le projet au BAPE et invite les organisations environnementales à se désister de la poursuite engagée avec la cimenterie Lafarge. Malgré les contestations, la cimenterie McInnis est inaugurée le 25 septembre 2017, en présence du premier ministre Philippe Couillard et de la ministre de l'économie Dominique Anglade. Des manifestants étaient également présents aux abords de la route 132 devant la cimenterie. En 2018, la cimenterie McInnis était le plus gros émetteur industriel de GES au Québec.

#### Le développement de la filière de l'éolien
L’énergie éolienne au Québec a un grand potentiel. Les premiers essais éoliens dans la région datent de 1975. Il y a eu un regain d’intérêt pour l’énergie éolienne à la suite de la signature du protocole de Kyoto en 1995. En quête d’énergies alternatives renouvelables, le Québec a inauguré en 1998 son premier parc éolien à Cap-Chat et en 1999 à Matane. Au départ, la filière éolienne semblait prometteuse ; ces deux parcs avaient une puissance de 100 MW. En 2005, le potentiel énergétique du Québec est évalué à 3 600 MW.
Progressivement, la question de l’acceptabilité sociale est devenue un aspect majeur pour permettre à la filière de se développer. Les insatisfactions croissantes autour des projets ont fini par remettre en cause le modèle de développement du secteur éolien, s’attaquant notamment à des problèmes comme le coût, l’esthétisme, la taille, l’impact écologique ou l’intégration dans le réseau électrique du Québec.
L’appui apporté aux projets éoliens québécois s’est transformé au fil du temps. Lors du développement du Projet Nordais (regroupant le parc éolien de Cap-Chat et de Matane) capable d’alimenter 10 000 foyers, la contestation était d’abord locale et émanait des riverains et propriétaires terriens directement touchés. Ils s’inquiétaient principalement de la modification de l’esthétisme de leur terrain et du bruit occasionné par la rotation des palmes. Les projets éoliens jouissaient au début d’une bonne réputation dans la région et ses opposants ont été rapidement marginalisés et ont vu leurs critiques être écartées par les promoteurs. L’incapacité des riverains à élargir le débat et à construire un argumentaire ralliant l’ensemble de la population les a empêchés de recueillir le soutien de la population. À cette époque, ce mouvement a été perçu comme une manifestation du syndrome «Not in My BackYard» (NIMBY).
À contrario, certaines contestations ont adopté un discours plus inclusif, réussissant à mobiliser la population québécoise. Ce changement d’échelle a permis d’ouvrir le débat social. Par exemple, les préoccupations esthétiques individuelles sont devenues des réflexions plus collectives sur l’aménagement paysagé des espaces (entre autres relié à l’attrait touristique). Ce débat collectif a permis d’identifier de nouveaux critères d’acceptabilité sociale pour le développement des projets éoliens : impact sur les oiseaux et les chauves-souris, changement dans le zonage des terres agricoles, impact sur la santé, la sécurité et la qualité de vie des résidents, etc.
Par exemple, le projet de parc éolien de Saint-Valentin a, dans sa forme initiale, été abandonné par le gouvernement en raison de son non-acceptabilité sociale. Parmi les raisons invoquées, le Bureau d'audiences publiques sur l'environnement (BAPE) dénonce un défaut dans la consultation préalable ; les promoteurs auraient seulement «informé» les citoyens plutôt que de les consulter de façon transparente et constructive.
Plusieurs auteurs soulignent l’importance de la participation citoyenne dans les projets éoliens sous la forme de participation publique afin de faciliter le dépassement des controverses,. Il est aussi recommandé aux promoteurs des projets de tenir des séances d’information de consultation publique auprès des différentes parties prenantes. Les citoyens peuvent de leur côté s’adresser au BAPE pour demander la mise en place d’audiences publiques.